# Highway to Heaven
Highway to Heaven, traducido en Hispanoamérica como Camino al Cielo y en España como Autopista hacia el Cielo, es una serie de televisión estadounidense que se emitió en la cadena NBC desde 1984 hasta 1989, durante 5 temporadas, con un total de 111 episodios.
La serie estaba protagonizada por Michael Landon en el papel de Jonathan Smith, un ángel enviado a la tierra, y su compañía humana, Mark Gordon (Victor French). Pero Landon y French no solo se limitaban a interpretar a sus personajes, sino que además se turnaban dirigiendo la mayor parte de los episodios, con Michael Landon escribiendo además alguno de los guiones (2x13, 2x16, 2x17 y 2x24, entre otros).
Esta serie fue la tercera aparición exitosa de Michael Landon en la televisión (después de Bonanza y La familia Ingalls).
En ella se muestran los problemas cotidianos a los que se enfrentan los seres humanos a lo largo de su vida (soledad, enfermedad, tristeza, discriminación, muerte, incomprensión...) y cómo muchas veces está en manos de ellos mismos y de quienes les rodean el ayudarles a salir adelante.

## Argumento
Jonathan Smith (Michael Landon) es un ángel enviado a la tierra con aspecto humano, allí conoce a Mark Gordon (Victor French), un policía retirado que busca algo que hacer con su vida y traban amistad a pesar del recelo que Mark inicialmente siente por Jonathan, quien le habla de su verdadera naturaleza hasta que descubre que es verdad y que está en la Tierra para hacer el bien. Tras esto Mark decide darle sentido a su vida acompañando y ayudando a Jonathan, quien le explica que su trabajo consiste en cumplir "misiones" asignadas por "El Jefe" (Dios) donde deben encargarse de encaminar por la vía correcta a alguna persona y evitar situaciones trágicas, todo esto haciendo un mínimo o nulo uso de los poderes celestiales de Jonathan y siempre manteniendo su verdadera naturaleza en secreto ya que lo que se busca lograr es un cambio en el corazón de la gente y no una solución rápida por medio de un milagro sobrenatural.
A partir de este punto Mark y Jonathan viajan por carretera entre pueblos y ciudades asumiendo trabajos e identidades que los coloquen cerca de la gente que la providencia ha señalado como personas que es necesario ayudar, usando las habilidades celestiales de Jonathan y la experiencia de vida de Mark para aconsejarlos e inspirarlos a mostrar lo mejor de sí y superar las adversidades.

## Personajes principales
- Jonathan Smith (Michael Landon): es un ángel que se halla en la Tierra, habitualmente en California, ayudando a la gente. Escucha y tiene capacidad para hablar con Dios, y está dotado de ciertos poderes sobrenaturales, como hacer que aparezcan o desaparezcan cosas o mover otras sin necesidad de tocarlas. No siente hambre ni sueño y ni siquiera las balas le hacen daño. Sin embargo, no puede hacer por sí mismo otro tipo de actos sobrenaturales, como curar las enfermedades de las personas. Pese a su resistencia al dolor físico, a lo largo de la serie muestra a menudo su capacidad de sentir y compartir el sufrimiento de las personas a las que trata de ayudar, hasta el punto de saltársele las lágrimas. Antes de convertirse en ángel, se entiende que en premio a sus buenas acciones, fue un ser humano normal. En el episodio 16 de la segunda temporada, titulado "Sigue sonriendo", descubrimos que nació el 7 de septiembre de 1917, murió el 21 de marzo de 1948 (de cáncer de pulmón a causa del tabaco según el episodio 1x12) y en vida se llamó Arthur Thompson, estuvo casado y tuvo una hija. Pese a haber muerto en 1948, la vuelta a la Tierra no aparenta ser inmediata, ya que la serie se desarrolla en los mismos años de su emisión, en torno a 1985, en los que tanto su viuda (Jane) como su hija (Mandy) siguen vivas. También sabemos que no vuelve con el mismo aspecto que tuvo en vida.

- Mark Gordon (Victor French): antiguo policía, algo cascarrabias y con una cierta tendencia a prejuzgar a los demás que suele manifestarse al comienzo de cada episodio en sus comentarios sobre alguna noticia aparecida en el periódico o emitida por la radio. Es, sin embargo, una persona de buen corazón y siempre dispuesto. Decidió unirse a Jonathan para "ayudarle a ayudar a la gente" cuando este le confesó que era un ángel. Aunque en un principio a Jonathan la idea no le pareció bien porque, en sus palabras, "esa decisión no es mía, lo siento", Dios les hizo ver que Él sí estaba de acuerdo y desde entonces viajan juntos tratando de solucionar los problemas de los demás. En el episodio 10 de la primera temporada, titulado "Se necesita un ángel", Mark se enamora de una de esas personas a las que ayudan. Se trataba de Stella, una enferma terminal y pese a saber que va a morir en breve decide casarse con ella y hacerla feliz el tiempo que le reste. Jonathan nos cuenta que "Mark y Stella pasaron 7 semanas juntos. Y después mi amigo cumplió su promesa y lanzó sus cenizas al mar. No hubo elegía. Sólo dijo estas cinco palabras: hasta que volvamos a encontrarnos".

- Dios: aunque no se le ve ni se le oye, tiene una presencia activa y habitual en la serie, bien a través del diálogo que mantiene Jonathan con Él, bien a través de su intervención directa sobre elementos naturales, muchas veces en respuesta a comentarios de Mark. Su decisión de permitir que Mark acompañe a Jonathan, por ejemplo, se manifiesta en que a Mark se le estropee el coche cuando Jonathan le dice que no puede acompañarle y que se vaya. Ambos se refieren a Él habitualmente como "El Jefe". Usualmente el medio de comunicación más directo que usa sucede cuando muestra su enojo por medio de truenos y relámpagos, cosa que sucede cuando Jonathan o algún otro ángel se niega a cumplir su labor correctamente o cuando Mark lo provoca hasta sacarlo de sus casillas.

## Otros personajes recurrentes
- Scotty Wilson (James Troesh): tetrapléjico que en el centro de rehabilitación en el que trabajan durante un tiempo Jonathan y Mark se ha convertido en una especie de héroe local por su determinación, su optimismo y su buen humor. Controla su silla de ruedas con unas palancas que mueve con la boca y pasa las hojas de los libros y escribe en una máquina de escribir con ayuda de una pajita que mueve igualmente con la boca. Pronto se hace amigo de nuestros protagonistas y les ayuda en el tratamiento de otros pacientes que, pese a la desesperación por su situación, están objetivamente mejor que él. Sin embargo, a lo largo de los episodios en los que aparece en la serie vemos que tampoco él es inmune a la desesperación, a la inseguridad y al miedo que provoca la discapacidad. En el episodio 2x11 llega a dirigir su silla de ruedas directamente hacia una piscina para intentar suicidarse. Jonathan aparece de improviso en el agua cuando está ahogándose y le salva. Pese a todas las dificultades, saca adelante la carrera de derecho y se convierte en un brillante abogado.

- Diane Wilson (Margie Impert): prima de Mark, conoce a Scotty fruto de la amistad que este y Jonathan sienten por él y acaban casándose. A Mark al principio no le gusta la idea, aunque acaba cambiando de opinión al ver lo felices que son ambos cuando están juntos. Diane se revela como el mejor apoyo para Scotty en los momentos más bajos de este. Aunque pasan por situaciones muy difíciles, especialmente por la inseguridad y celos de Scotty al pensar que cualquier hombre podrá darle a ella más que él debido a su discapacidad, salen adelante en buena medida gracias a Diane, que le ayuda a vencer sus miedos y a confiar más en sí mismo. Superados los malos momentos, deciden tener hijos juntos.

## Estrellas invitadas
Una jovencísima Helen Hunt que no había cumplido aún los 22 años aparece en los dos últimos episodios de la primera temporada, titulados "Purasangres". Representando el papel de su padre actúa Noble Willingham, famoso después por su personaje de C.D. Parker en Walker.
Daniel Davis (Niles en "La niñera") participó en el episodio 1x09 (Una oportunidad para una nueva estrella).
Lorne Greene, coprotagonista de Bonanza junto a Michael Landon durante 14 años, fue muy aclamado por su aparición en un episodio de 1985 (segunda temporada) titulado "La sonrisa de la tercera fila" (2x08).
También en la segunda temporada, Shannen Doherty, famosa años después por sus papeles en series como Beverly Hills, 90210 (Brenda Walsh) y Embrujadas (Prue Halliwell), coprotagoniza el episodio "El secreto" (2x09). Entonces solo contaba con 14 años. Previamente ya había trabajado con Michael Landon y Victor French en 18 episodios de La casa de la pradera.
En la tercera temporada (1986-1987) aparecieron en la serie actores consagrados como Ned Beatty ("Así es nuestro padre", 3x05), Richard Mulligan ("El Nueva York de Basinger", 3x13), Didi Conn ("Latón y cristal" y "El conductor fantasma", 3x14 & 24), Dick Van Dyke ("Wally", 3x15), Robert Culp ("El día de los padres", 3x21) o Leslie Nielsen ("Le regaló la vida", 3x25).
Bob Hope participó en el capítulo 23, al final de la cuarta temporada.
Las estrellas invitadas Devon Odessa (episodio 4x05), Alyson Croft (2x19) y Joshua John Miller (2x01 y 2x02) ganaron el Young Artist Award por sus apariciones en el programa.
Otros actores invitados que participaron en la serie fueron James Earl Jones (3x16), Wendie Malick (4x12), Paul Walker (2x06 como Eric Travers; 3x01 y 3x02 como Todd Bryant, siendo nominado al Young Artist Award por este último papel) y Josh Brolin (Josh Bryant, hermano de Todd, 3x01 y 3x02); Stella Stevens (1x10), Al Ruscio (1x10), Brian Austin Green (3x19), Wil Wheaton (1x15), Jenny Sullivan (1x10, por aquel entonces interpretando también un papel en V) y Roscoe Lee Browne (4x14).

## Episodios
| - Primera temporada (1984-1985): - 1x01 - El encuentro (1.ª parte) - 1x02 - El encuentro (2.ª parte) - 1x03 - Tocar la luna - 1x04 - El retorno del jinete enmascarado - 1x05 - La canción del Salvaje Oeste - 1x06 - Una jarra de limonada (1.ª parte) - 1x07 - Una jarra de limonada (2.ª parte) - 1x08 - Divina locura - 1x09 - Atrapa una estrella que cae - 1x10 - Se necesita un ángel - 1x11 - Hija del polvo - 1x12 - El hotel de los sueños - 1x13 - Cuento de Navidad - 1x14 - Aviones mortales - 1x15 - Ángeles con un ala - 1x16 - Regreso al hogar - 1x17 - Tan fácil como el ABC - 1x18 - Hija de Dios - 1x19 - Una pareja hecha en el cielo - 1x20 - El banquero y el mendigo - 1x21 - La estrella más brillante - 1x22 - Una inversión de amor - 1x23 - Lo más correcto - 1x24 - Purasangres (1.ª parte) - 1x25 - Purasangres (2.ª parte) | - Segunda temporada (1985-1986): - 2x01 - Canción para Jason (1.ª parte) - 2x02 - Canción para Jason (2.ª parte) - 2x03 - Benditos sean los chicos de azul - 2x04 - Cindy - 2x05 - El Diablo y Jonathan Smith - 2x06 - Aves del mismo plumaje - 2x07 - Ganadores, perdedores y leyendas - 2x08 - La sonrisa de la tercera fila - 2x09 - El secreto - 2x10 - El monstruo (1.ª parte) - 2x11 - El monstruo (2.ª parte) - 2x12 - El gran doctor - 2x13 - Solo - 2x14 - Encuentros celestiales en la tercera fase - 2x15 - Cambio de vida - 2x16 - Sigue sonriendo - 2x17 - El último trabajo - 2x18 - Cerrar las heridas - 2x19 - El Cielo en la Tierra - 2x20 - Cumbre - 2x21 - La antorcha - 2x22 - Levar anclas - 2x23 - Los hijos de tus hijos - 2x24 - Amigos | - Tercera temporada (1986-1987): - 3x01 - Un amor especial (1.ª parte) - 3x02 - Un amor especial (2.ª parte) - 3x03 - Por amor a Larry - 3x04 - Otra clase de guerra, otra clase de paz - 3x05 - Así es nuestro padre - 3x06 - Amor a segunda vista - 3x07 - Amor y matrimonio (1.ª parte) - 3x08 - Amor y matrimonio (2.ª parte) - 3x09 - Nombre clave: prodigio - 3x10 - De hombre a hombre - 3x11 - Jonathan Smith va a Washington - 3x12 - Afortunado - 3x13 - El Nueva York de Basinger - 3x14 - Todo lo que reluce - 3x15 - Wally - 3x16 - Cantar de los cantares - 3x17 - Una noche inolvidable - 3x18 - Madre e hija - 3x19 - Gente Corriente - 3x20 - El héroe - 3x21 - El día de los padres - 3x22 - La fe de un padre - 3x23 - Un Mal Día - 3x24 - El conductor fantasma - 3x25 - Regalo de vida |

| - Cuarta temporada (1987-1988): - 4x01 - El Mejor Amigo del Hombre (1.ª Parte) - 4x02 - El Mejor Amigo del Hombre (2.ª Parte) - 4x03 - Pelear para vivir - 4x04 - Los vecinos de enfrente - 4x05 - Fui un Hombre Lobo en la Edad Media - 4x06 - Una jugada segura - 4x07 - El Hombre Increíble - 4x08 - Todos los colores del corazón - 4x09 - ¿Por qué castigar a los niños? - 4x10 - El Sueño de los Caballos Salvajes - 4x11 - Con la gente divertida - 4x12 - Con amor, Santa Claus - 4x13 - El Amor de una Madre - 4x14 - Médico Rural - 4x15 - El Tiempo en una Botella - 4x16 - Vuelta a Oakland - 4x17 - Para siempre (1.ª Parte) - 4x18 - Para siempre (2.ª Parte) - 4x19 - El corresponsal - 4x20 - Aloha - 4x21 - Una Canción de Delfín Para Lee (1.ª Parte) - 4x22 - Una Canción de Delfín Para Lee (2.ª Parte) - 4x23 - El cielo interviene, Mr. Smith - 4x24 - El juego de la vida | - Quinta temporada (1988-1989): - 5x01 - Whose Trash Is It Anyway? - 5x02 - Hello and Farewell - 5x03 - Hello and Farewell: Part Two - 5x04 - The Silent Bell - 5x05 - The Reunion - 5x06 - The Source - 5x07 - The Squeaky Wheel - 5x08 - Goodbye, Mr. Zelinka - 5x09 - Choices - 5x10 - Summer Camp - 5x11 - The Inner Limits - 5x12 - It's a Dog's Life - 5x13 - Merry Christmas from Grandpa |

## Citas
- "Hace falta mucho valor para despojarse de toda armadura y protección, para abrir los brazos a otro ser humano y decir te amo, entonces se es más vulnerable que nunca pero vale la pena". Jonathan en " La divina locura" (Temporada 1, episodio 8).

- "No lo sé, no sé por qué algunas personas viven tanto tiempo y otras mueren tan pronto. Lo que sé es que hasta que conociste a Stella no habías conocido la alegría de darlo todo y amar tan profundamente. Y eso ahora está dentro de ti, está vivo en tu interior y lo estará para siempre. Y hasta que ella te encontró no había conocido más que promesas rotas. Y ahora tiene un hombre que quiere pasar el resto de su vida con ella. No importa lo corta que sea: no se puede medir en años, meses o días. Porque os amáis y ni siquiera la muerte puede quitaros eso a ninguno. El tiempo es oro, amigo mío. ¡Ve con ella!". Jonathan a Mark en "Se necesita un ángel", temporada 1, episodio 10.

- "Ahora se porque los llaman, el mejor amigo del hombre" mark ."es extraño como crees. pensé que que el mejor amigo del hombre ,seria el hombre" jonathan en "el mejor amigo del hombre" episodio 4x07

- "Poder estudiar es un privilegio y la forma de dar gracias por ese privilegio es aprender". Jonathan en "Amigos", episodio 2x24.

- "La vida es un juego que continúa mucho tiempo después de haber dejado los estudios. Y en ese juego se necesita usar el cuerpo y la cabeza. Por eso hay que mantenerse en forma. Sí, claro, a veces hay que aprender cosas que luego no se utilizan. A veces es aburrido y a veces es muy duro. Pero no es tan duro como lo que te espera. Por eso tienes que mantener la cabeza en plena forma. Así que durante estas semanas no voy a ser tu profesor: voy a ser más bien tu entrenador. Voy a poner en forma tu cabecita". Jonathan en "Amigos", episodio 2x24.

- "-Jonathan, ¿Por qué nos vamos? -El trabajo está hecho. -¿Y qué pasa con Lizzy? ¿No vas a ayudarla? -Tiene toda la ayuda que necesita: tiene amor y tiene fe. Vamos". Episodio 1x25.

- "-Smith, ¿quién es su jefe? -Un amigo, Jerry. El mejor que hayas tenido". Episodio 4x03.

- "Todo es bueno cuando estás con una persona a quien quieres". Episodio 4x18.

## Curiosidades
- Scotty Wilson aparece en 7 episodios de la serie: 1x06, 1x07, 1x19, 2x10, 2x11, 3x01 y 3x02. El actor que le da vida, James Troesh, fue efectivamente tetrapléjico: quedó así al caer desde un tejado a los 14 años. En la vida real fue escritor y guionista, además de actor, y compartió en gran medida el sentido del humor, el optimismo y la determinación de su personaje. La idea del capítulo 1x19 es suya: en los títulos de crédito se lee "Story by James Troesh and Theresa Troesh". Falleció el 1 de octubre de 2011, a la edad de 54 años.

- El último episodio de la serie se emitió el 4 de agosto de 1989. Victor French había muerto unos días antes, el 15 de junio, de cáncer de pulmón.

- El coche de Mark, que ambos protagonistas utilizan habitualmente para desplazarse y que invariablemente muestra abolladuras en su lado derecho, es un Ford LTD II sedán con matrícula 1DTD458.

- La música de la sintonía de "Autopista hacia el cielo" fue compuesta por David Rose, que ya había compuesto también música para "Bonanza" y "La casa de la pradera".

- Los episodios 1x10 2x19 y 3x12 comienzan con exactamente las mismas imágenes de un plano del tráfico de una autopista en obras visto desde uno de sus puentes. Se han reaprovechado las imágenes, aunque no la música que las acompaña.

- En el episodio 4x05 "Fui un hombre-lobo en la Edad Media" (que debería haberse titulado en España "Fui un hombre-lobo de mediana edad"), especial de Halloween, Mark está viendo en la tele una película de terror llamada "Fui un hombre-lobo adolescente" (a la que hace referencia el título del episodio) y le comenta a Jonathan "eh, ese tipo se parece a ti, no cuando está de lobo sino cuando está normal". Esto no puede ser más cierto ya que dicha película fue protagonizada por el propio Michael Landon en 1.957.

- En el episodio 5x07 "La Rueda que Chirría" al principio del capítulo Mark y Jonathan están paseando por el paseo de las estrellas de Hollywood y pasan sobre la de Michael Landon. Mark dice que es uno de sus favoritos, a lo que Jonathan contesta que no le suena de nada. Este diálogo es muy gracioso ya que Jonathan es el propio Michael Landon.

## Emisiones en televisión
Entre agosto y noviembre de 2012, en España emitió la serie 13 TV. El 14 de enero de 2015 el canal español autonómico Popular TV CLM estrenó la serie de lunes a viernes a las 15:05 h.
Se emite desde enero 10/2017 por el canal colombiano Citytv, en el horario de 10 a. m. / 11 a. m..

## Ediciones en DVD
Aunque la serie había sido emitida varias veces en televisión, hasta 2009 no empezó a editarse en DVD en España. Tribanda Pictures sacó a la venta la primera temporada el 18 de febrero de 2009 y el 17 de junio de 2009 la segunda. El 17 de noviembre de 2010 sacó una edición conjunta de las temporadas 1 y 2 a precio reducido.